# Evergestis lunulalis
Evergestis lunulalis là một loài bướm đêm trong họ Crambidae.